# Dusona conformis
Dusona conformis là một loài tò vò trong họ Ichneumonidae.